# Forevermore (화이트스네이크의 음반)
《Forevermore》는 영국의 하드 록 밴드 화이트스네이크의 열한 번째 스튜디오 음반으로, 2011년 3월 9일, 일본에서 워너 뮤직 그룹을 통해, 2011년 3월 25일, 유럽에서, 2011년 3월 29일, 미국에서, 2011년 4월 18일, 영국과 아일랜드에서 프론티어즈 뮤직을 통해 발매되었다. 이 음반은 정규 CD와 디지털 에디션 외에도 바이닐로 발매되었다.
'스네이크 팩'이라고 불리는 이 음반의 특별판은 영국에서만 발매되었고, 특별한 커버 아트뿐만 아니라 두 개의 보너스 라이브 트랙, 132페이지의 잡지, 핀이 포함되어 있다. 두 개의 라이브 보너스 트랙은 다가오는 라이브 음반의 티저로, 1990년 도닝턴 파크(《Live at Donington 1990》)에서 녹음되어 2011년 여름에 발매되었다. 아이튠즈에서는 〈Love Will Set You Free와〉 어쿠스틱 버전인 〈Forevermore〉의 두 가지 보너스 트랙을 포함하고 있다. 또한 Amazon.com은 디지털 스토어에서 보너스 트랙 〈My Evil Ways〉와 함께 음반을 제공했다.
2011년 2월 21일에 〈Love Will Set You Free〉라는 곡의 디지털 싱글이 발매되었고, 비디오는 2월 14일에 발매되었다. 이 곡은 2월 15일 화이트스네이크의 페이스북 페이지에서 무료로 다운로드 받을 수 있다. 이 싱글은 《빌보드》 헤리티지 록 차트에서 26위에 올랐다.

## 배경
2008년, 화이트스네이크는 10년 이상 만에 그들의 첫 번째 스튜디오 음반인 《Good to Be Bad》를 발매했다. 이 음반은 좋은 평가를 받았고, 여러 나라에서 차트에 올랐다. 화이트스네이크의 기타리스트 더그 알드리치는 《Good to be Bad》가 발매된 지 1년 후인 2009년에 후속곡을 위한 노래 아이디어를 내기 시작했다고 밝혔다. 알드리치는 또한 "화이트스네이트 프런트맨인 데이비드 커버데일은 음반을 만들고 싶을 수도 있고 아마도 더 음향 기반일 수도 있다고 말했다"라고 언급했다.
데이비드 커버데일은 《Forevermore》가 "애초에 밴드의 팬들을 화이트스네이크로 끌어들인 모든 요소들을 여전히 수용하고 있다"고 말했다.

## 평가
| 전문가 평가      | 전문가 평가 |
| 평가 점수        | 평가 점수   |
| 출처             | 점수        |
| ---------------- | ----------- |
| AllMusic         | [ 8 ]       |
| Blabbermouth.net | [ 9 ]       |
| Classic Rock     | [ 10 ]      |
| The Guardian     | [ 11 ]      |

### 비판
《Forevermore》는 발매와 동시에 전반적으로 긍정적인 평가를 받았다. 올뮤직의 톰 주렉은 이 음반을 3.5/5로 평가하고 "이 음반의 첫 번째 싱글인 〈Love Will Set You Free〉는 현재에 기반을 둔 채 초기로 고개를 끄덕이는 최고 수준의 화이트스네이크"라고 말했다. 그는 또한 〈All Out of Lucky〉와 〈Tell Me How〉의 트랙이 "같은 방식으로 측정된다"고 말했다.

### 상업
이 음반은 첫 주에 12,000장이 팔리면서 빌보드 200에서 49위로 데뷔했다. 2015년 5월 기준으로 미국에서 44,000장이 팔렸다.

## 곡 목록
모든 곡들은 데이비드 커버데일과 더그 알드리치에 의해 작사/작곡하였다.
| #   | 제목                           | 재생 시간 |
| --- | ------------------------------ | --------- |
| 1.  | 〈Steal Your Heart Away〉      | 5:18      |
| 2.  | 〈All Out of Luck〉            | 5:28      |
| 3.  | 〈Love Will Set You Free〉     | 3:52      |
| 4.  | 〈Easier Said Than Done〉      | 5:13      |
| 5.  | 〈Tell Me How〉                | 4:41      |
| 6.  | 〈I Need You (Shine a Light)〉 | 3:49      |
| 7.  | 〈One of These Days〉          | 4:53      |
| 8.  | 〈Love and Treat Me Right〉    | 4:14      |
| 9.  | 〈Dogs in the Street〉         | 5:18      |
| 10. | 〈Fare Thee Well〉             | 5:18      |
| 11. | 〈Whipping Boy Blues〉         | 5:02      |
| 12. | 〈My Evil Ways〉               | 4:33      |
| 13. | 〈Forevermore〉                | 7:22      |